# Nijínske
Nijínske (en (ucraïnès): Ніжинське, en rus: Нежинское, Nejínskoie) és un poble de la República Autònoma de Crimea a Ucraïna, que el 2014 tenia 87 habitants. Pertany al districte de Nijnegorski.